# Sotió d'Alexandria (segle III aC)
Sotió d'Alexandria (en llatí Sotion, en grec antic Σωτίων) fou un filòsof grec que va florir al final del segle III aC. De la seva biografia no se'n sap res.
És l'autor d'una obra titulada Διαδοχαί (Sobre les successions), sobre els successius mestres de les diferents escoles filosòfiques en almenys 23 llibres. Va ser una de les fonts de Diògenes Laerci i d'Ateneu. Va ser aparentment també l'autor de: περὶ τῶν Τίμωνος σιλλων (Sobre el llibre σίλλους de Timó) i de Διόκλειοι ἔλεφχοι (Refutacions de Diocles), segons Diògenes Laerci.